# Strömsfors
Strömsfors – miejscowość (tätort) w Szwecji, w regionie administracyjnym (län) Östergötland (gmina Norrköping).
Miejscowość jest położona w prowincji historycznej (landskap) Östergötland w Kolmården, ok. 15 km na północny wschód od Norrköping przy trasie E4.
W 2010 roku Strömsfors liczyło 528 mieszkańców.